# Evangelický kostel (Návsí)
Evangelický kostel v Návsí je jedním z luterských tolerančních kostelů na Těšínsku. Je chráněn jako kulturní památka České republiky.
Evangelická modlitebna v Návsí byla vystavěna v letech 1817–1820 a nahradila starší dřevěnou modlitebnu z roku 1791. Dobová pamětní deska upomínající na výstavbu kostela je zajímavým dokladem nářečí, používaného počátkem devatenáctého století na pomezí tehdejšího rakouského a pruského Slezska (z jazykového hlediska je můžeme označit za přechodový dialekt mezi češtinou a polštinou). Kazatelna byla původně umístěna nad malým oltářem v apsidě. Roku 1835 byl v kostele umístěn současný oltář, zhotovený dle nákresu pastora Jana Winklera a kazatelna byla umístěna k boku chrámové lodi. K modlitebně byla roku 1849 přistavěna věž a byl na ni zavěšen zvon. V roce 1858 přibyl druhý a v roce 1870 třetí zvon. Zvony byly zrekvírovány na válečné účely v roce 1916 a po válce nahrazeny třemi menšími provizorními ocelovými zvony a v roce 1936 třemi mosaznými zvony, z nichž dva byly zkonfiskovány v roce 1942 a na věži zbyl pouze nejmenší o hmotnosti 200 kg. V 90. letech 19. století byly v kostele instalovány nové varhany, které byly nahrazeny současnými varhanami kutnohorské firmy Organa z roku 1953 (jejich generální oprava proběhla v letech 2011–2012). Roku 1923 byla provedena generální oprava věže. V roce 1953 došlo také k výměně lavic v kostele. Tři křišťálové lustry jsou z roku 1964. V 70. letech 20. století se uskutečnila generální rekonstrukce kostela, v rámci které byl kostel pokryt měděnou střešní krytinou. V roce 1990 byly na věž zavěšeny dva nové zvony o hmotnosti 700 kg a 400 kg. Roku 2019 došlo k revitalizaci interiéru kostela; roku 2022 k opravě věže (včetně restaurování věžních hodin).
V areálu kostela stojí budova bývalé evangelické školy Emaus (založené v roce 1808) a budova fary.

## Galerie

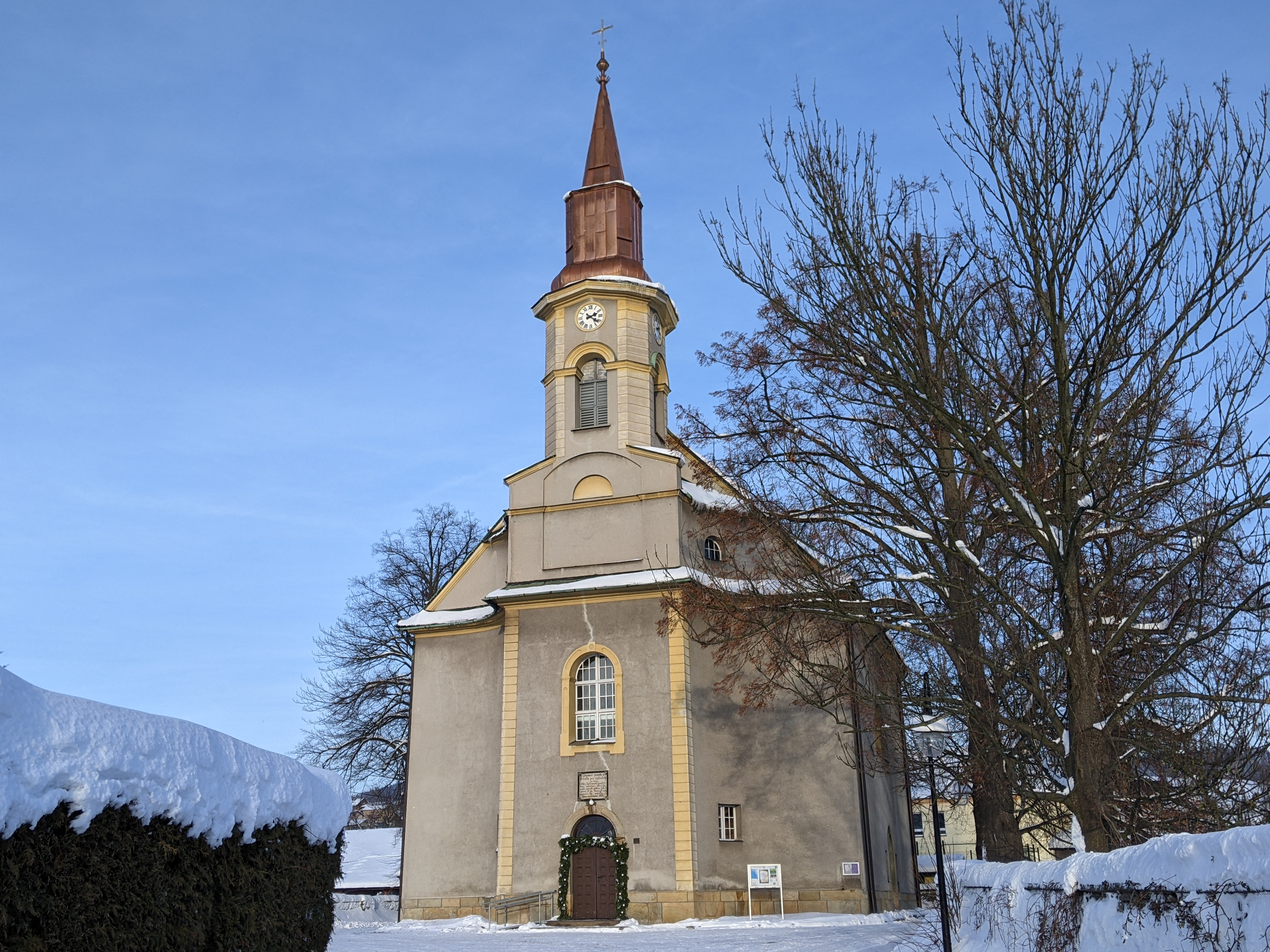
Kostel s renovovanou věží (2022)
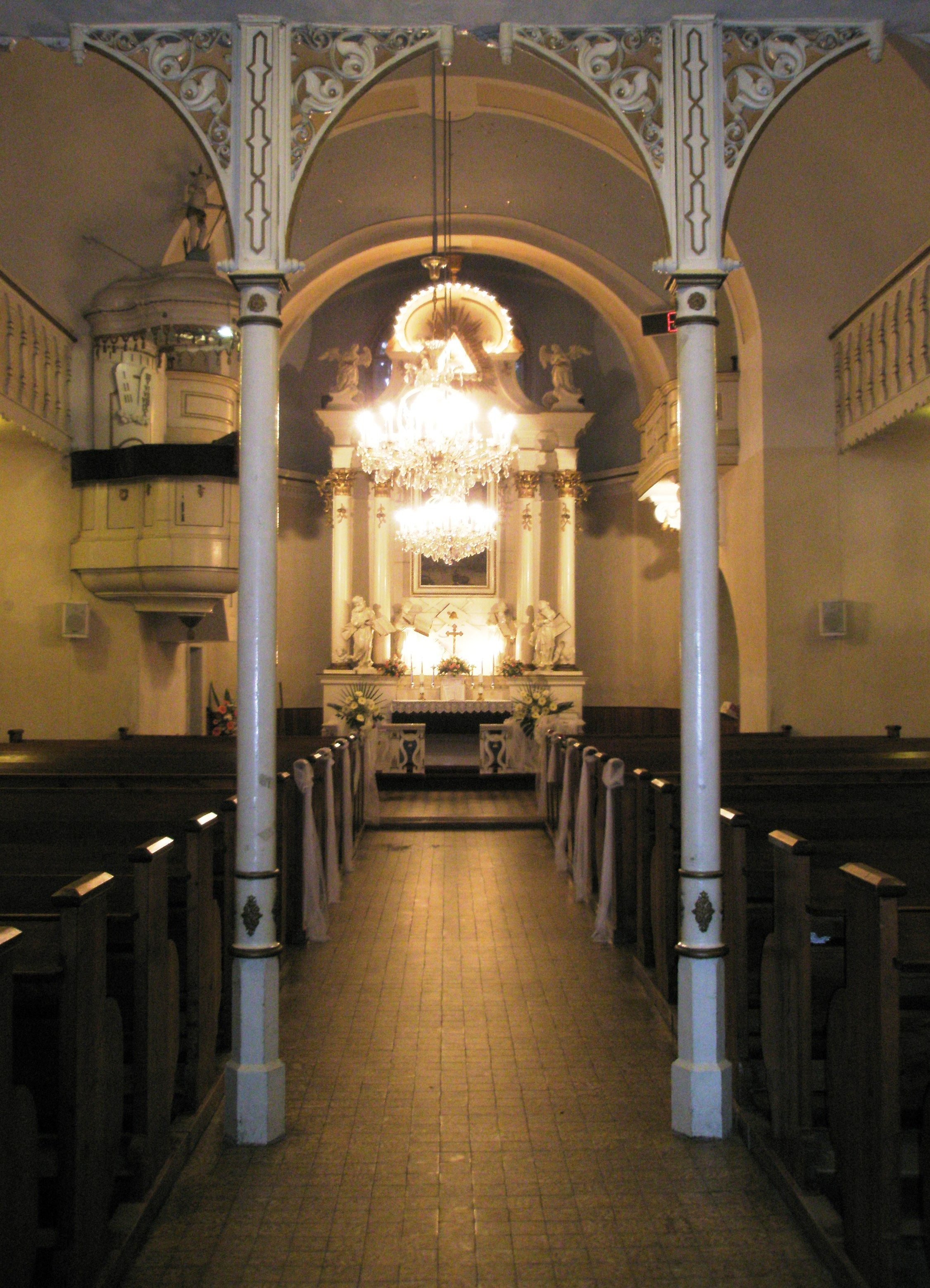
Interiér kostela
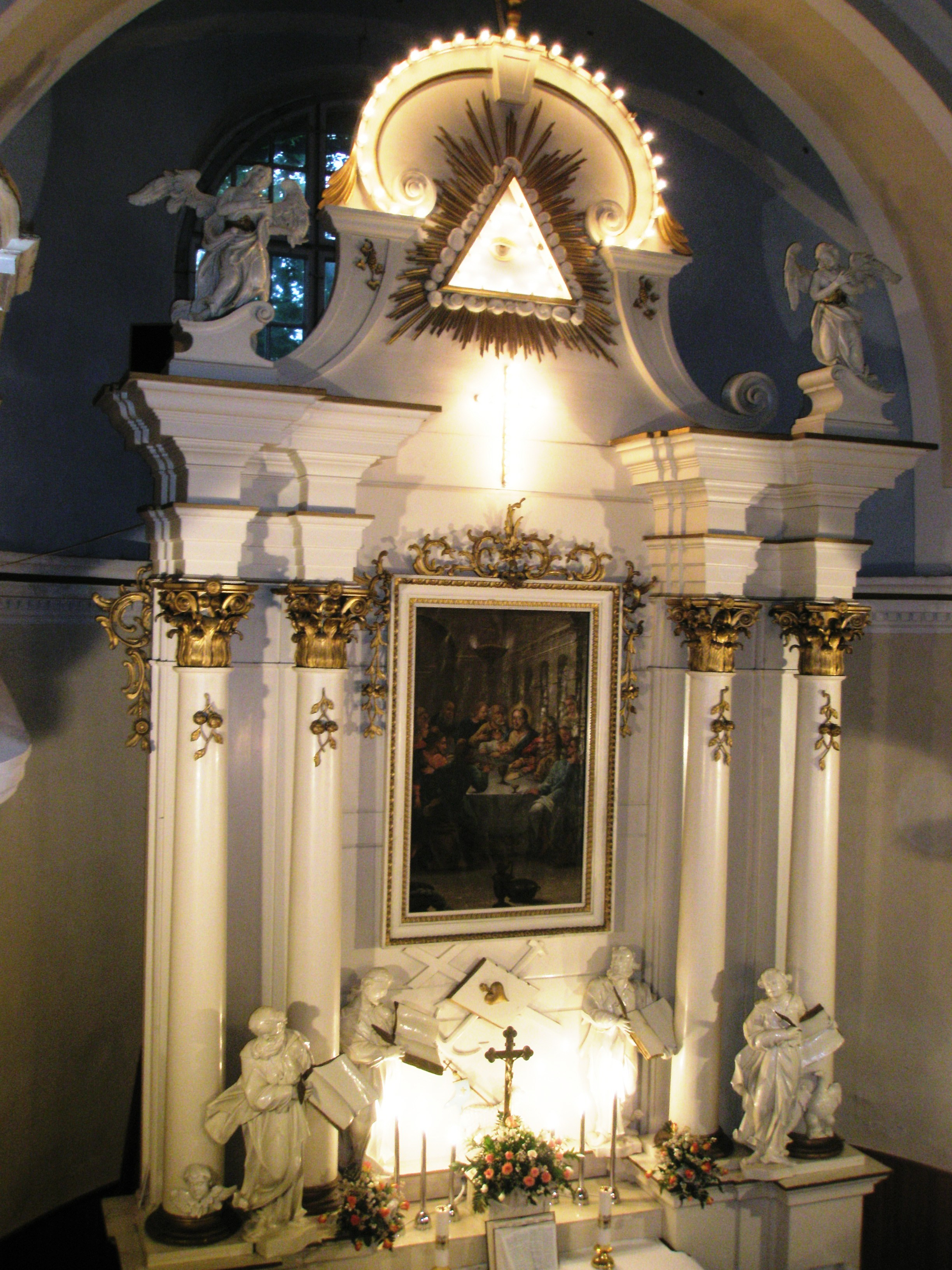
Oltář
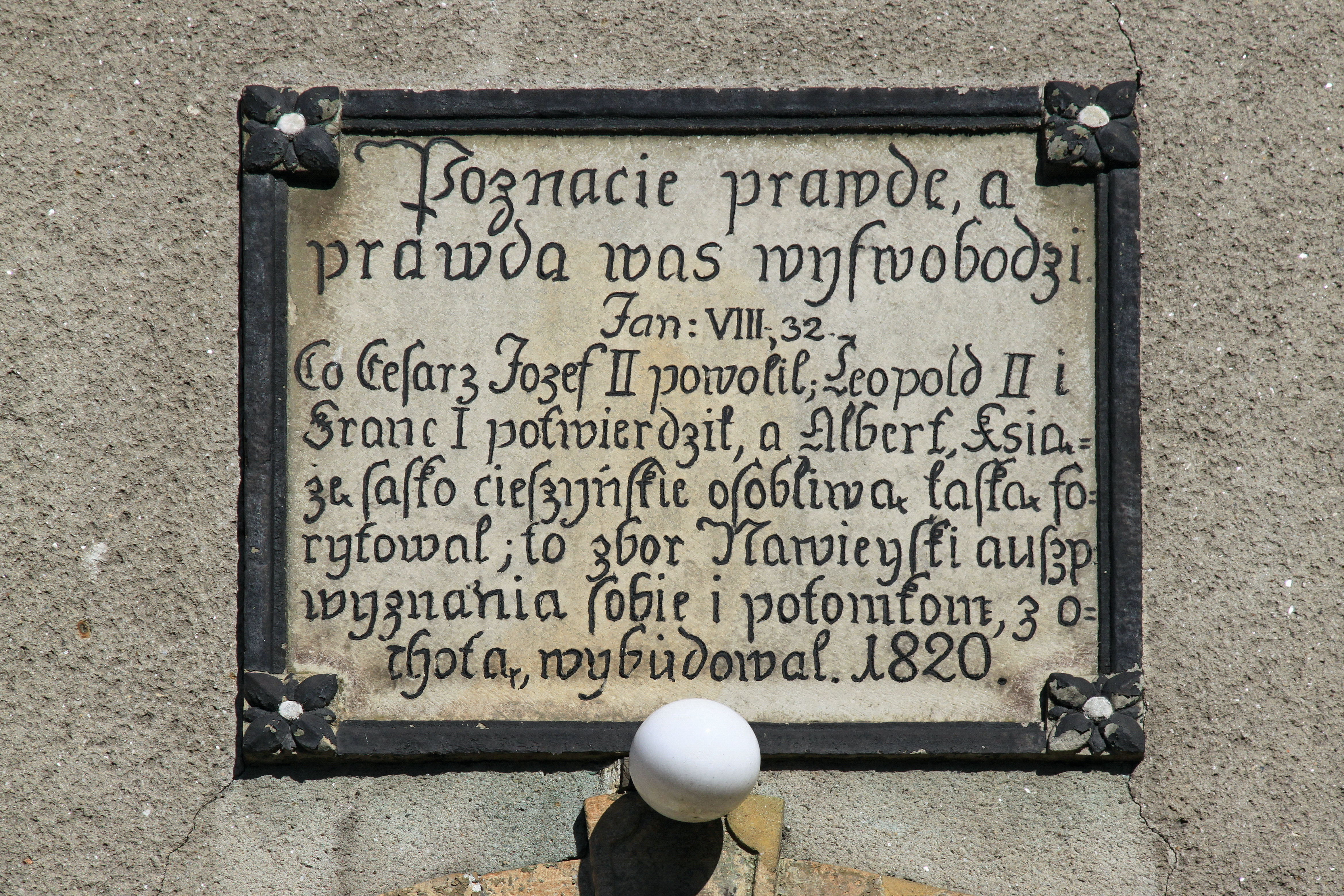
Nápis nad vstupem do kostela
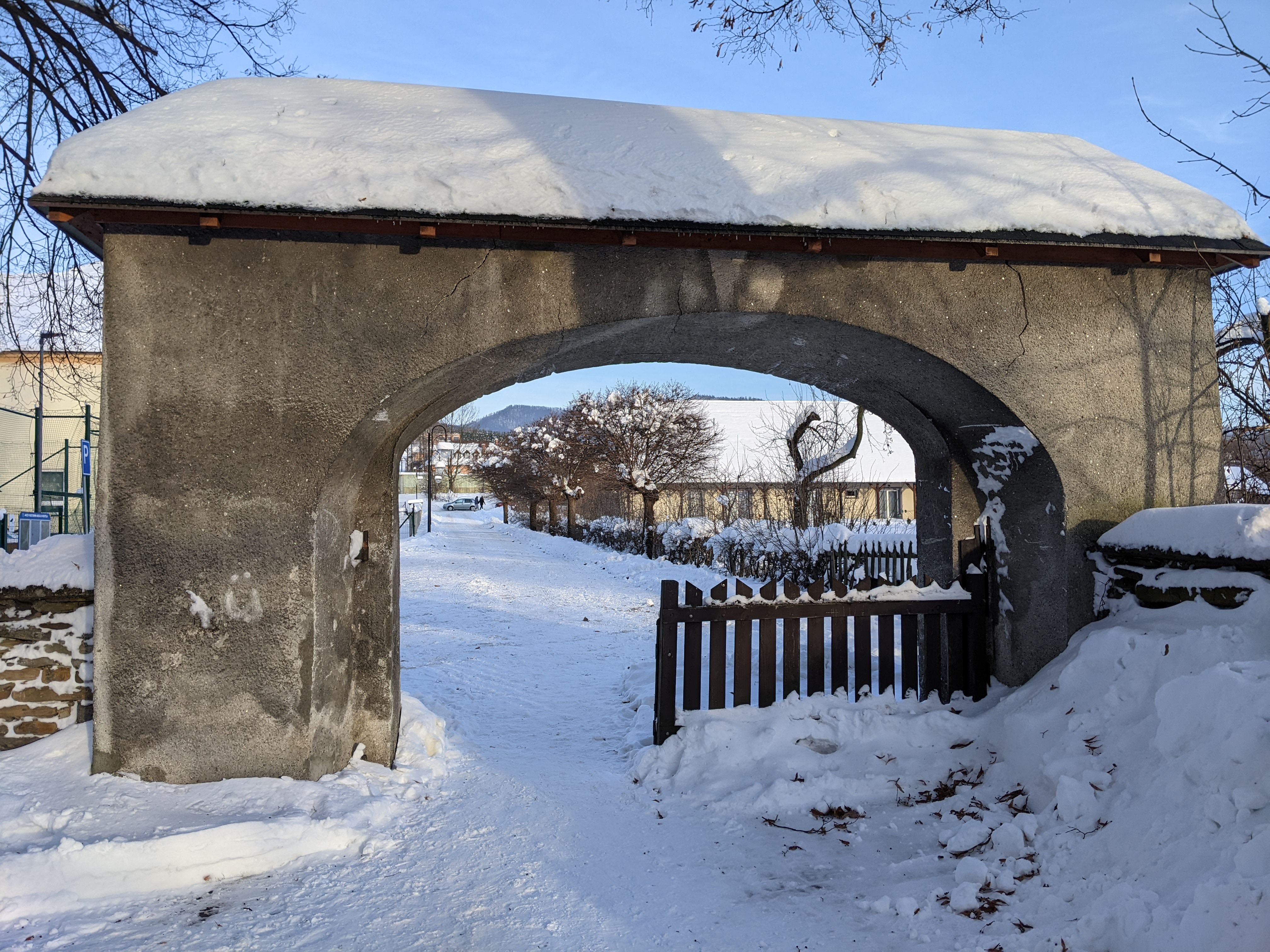
Vstupní brána do areálu kostela
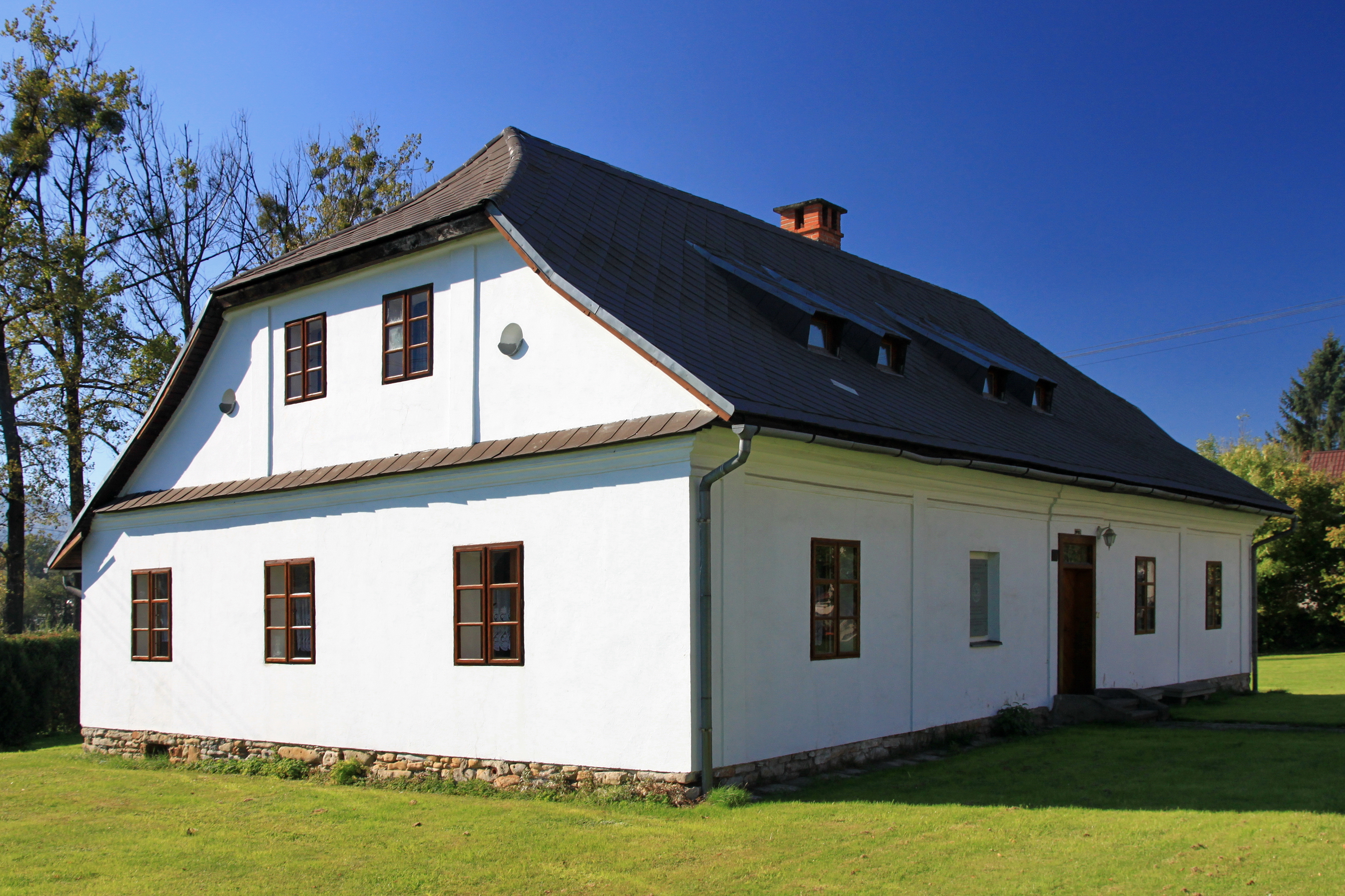
Bývalá evangelická škola Emaus vedle kostela